# Казачанська волость (Звенигородський повіт)
Казачанська волость — адміністративно-територіальна одиниця Звенигородського повіту Київської губернії з центром у селі Козацьке.
Станом на 1886 рік складалася з 6 поселень, 4 сільських громад. Населення — 7347 осіб (3598 чоловічої статі та 3749 — жіночої), 893 дворових господарства.
|                     | Площа, десятин | У тому числі орної, дес. |
| ------------------- | -------------- | ------------------------ |
| Сільських громад    | 4982           | 3763                     |
| Приватної власності | 5594           | 4088                     |
| Іншої власності     | 179            | 168                      |
| Загалом             | 10755          | 8019                     |

Поселення волості:
- Козача Долина (Козацьке) — колишнє власницьке село за 12 верст від повітового міста, 2930 осіб, 361 двір, 2 православні церкви, школа, постоялий двір, 2 лавки, базари, водяний і вітряний млини, пивоварний і винокурний заводи.
- Зелена Діброва — колишнє власницьке село, 1399 осіб, 172 двори, православна церква, школа.
- Княжа — колишнє власницьке село, 2216 осіб, 392 двори, православна церква, єврейський молитовний будинок, школа, поштова станція, 2 постоялий будинки, вітряний млин.

Старшинами волості були:
- 1909, 1912—1913 роках — Євген Микитович Нехаєнко[2],[3],[4];
- 1910 року — Феодор Михайлович Роскопенський[5];
- 1915 року — Назар Кушнір[6].